# Anedjib
Anedjib (... – 2985 a.C.) è stato un faraone egizio, appartenente alla I dinastia.

## Biografia
Anedijb aggiunse alla sua titolatura un simbolo composto da due falconi su grucce 
| G7 | G7 |

Il titolo (nbwy - i Due Signori) che identifica il sovrano con Horo e Seth cadde immediatamente in disuso dopo la morte del sovrano.
Quello di Anedijb è il primo nome che compare nella lista reale di Saqqara.
Nella sua tomba sono stati trovati numerosi frammenti di vasi su cui sono stati erasi il suo nome e quello di Mer(it)neith, sua madre; questa azione di damnatio memoriae venne probabilmente messa in atto dal successore, Semerkhet, che considerò il sovrano e la madre come usurpatori.
La Pietra di Palermo riporta la notizia di una guerra vittoriosa, nel corso del 2º anno di regno, contro gli invasori Iuntyu, una popolazione, forse autoctona dell'Egitto, che in epoca protostorica fu costretta ad emigrare dividendosi in tre tronconi insediati nella Penisola del Sinai, nelle oasi del deserto libico e nella Nubia oltre la prima cateratta.
Tutti gli studiosi moderni concordano nell'attribuire a questo sovrano un regno decisamente più breve di quanto riportato sia nel Canone Reale che nelle opere che fanno riferimento a Manetone.
Regina principale di questo sovrano risulta essere stata Butirytes.
Anedjib venne sepolto nella tomba X della necropoli di Umm el-Qa'ab nei pressi di Abido.

## Liste Reali
| mr · r | N41 | p |

| mr · r | N41 | p |

| mr · r | N41 | p |

| mr · r | N41 | p |

| mr · r | N41 | p |

| mr · r | N41 | p |

| mr · r | N41 | p |

| mr · r | N41 | p |

| U7 · r | R7 · Z1 | p · n |

| U7 · r | R7 · Z1 | p · n |

| U7 · r | R7 · Z1 | p · n |

| U7 · r | R7 · Z1 | p · n |

| U7 · r | R7 · Z1 | p · n |

| U7 · r | R7 · Z1 | p · n |

| U7 · r | R7 · Z1 | p · n |

| U7 · r | R7 · Z1 | p · n |

| mr · r | U17 | p · n |

| mr · r | U17 | p · n |

| mr · r | U17 | p · n |

| mr · r | U17 | p · n |

| mr · r | U17 | p · n |

| mr · r | U17 | p · n |

| mr · r | U17 | p · n |

| mr · r | U17 | p · n |

## Titolatura
| G5 |

| G5 |

| V27 · F34 |

| V27 · F34 |

| V27 · F34 |

| V27 · F34 |

| V27 · F34 |

| V27 · F34 |

| V27 · F34 |

| V27 · F34 |

| G16 |

| G16 |

| mr | N24 · N41 |

| mr | N24 · N41 |

| G8 |

| G8 |

|  |

| M23 · X1 | L2 · X1 |

| M23 · X1 | L2 · X1 |

| mr · r | R7 · Z5 | p · n |

| mr · r | R7 · Z5 | p · n |

| mr · r | R7 · Z5 | p · n |

| mr · r | R7 · Z5 | p · n |

| mr · r | R7 · Z5 | p · n |

| mr · r | R7 · Z5 | p · n |

| mr · r | R7 · Z5 | p · n |

| mr · r | R7 · Z5 | p · n |

| G39 | N5 |

| G39 | N5 |

|                   | \| \| \| Non ancora in uso \| \| \| |
|                   |                                     |
| Non ancora in uso |                                     |
|                   |                                     |

|                   |
| Non ancora in uso |
|                   |

## Altre datazioni
| Autore           | datazione             |
| ---------------- | --------------------- |
| Krauss/Schneider | 2910 a.C. - 2890 a.C. |
| von Beckerath    | 2867 a.C.-2861 a.C.   |
| Malek            | 2832 a.C. - 2826 a.C. |